# St. Jakobus (Bronn)

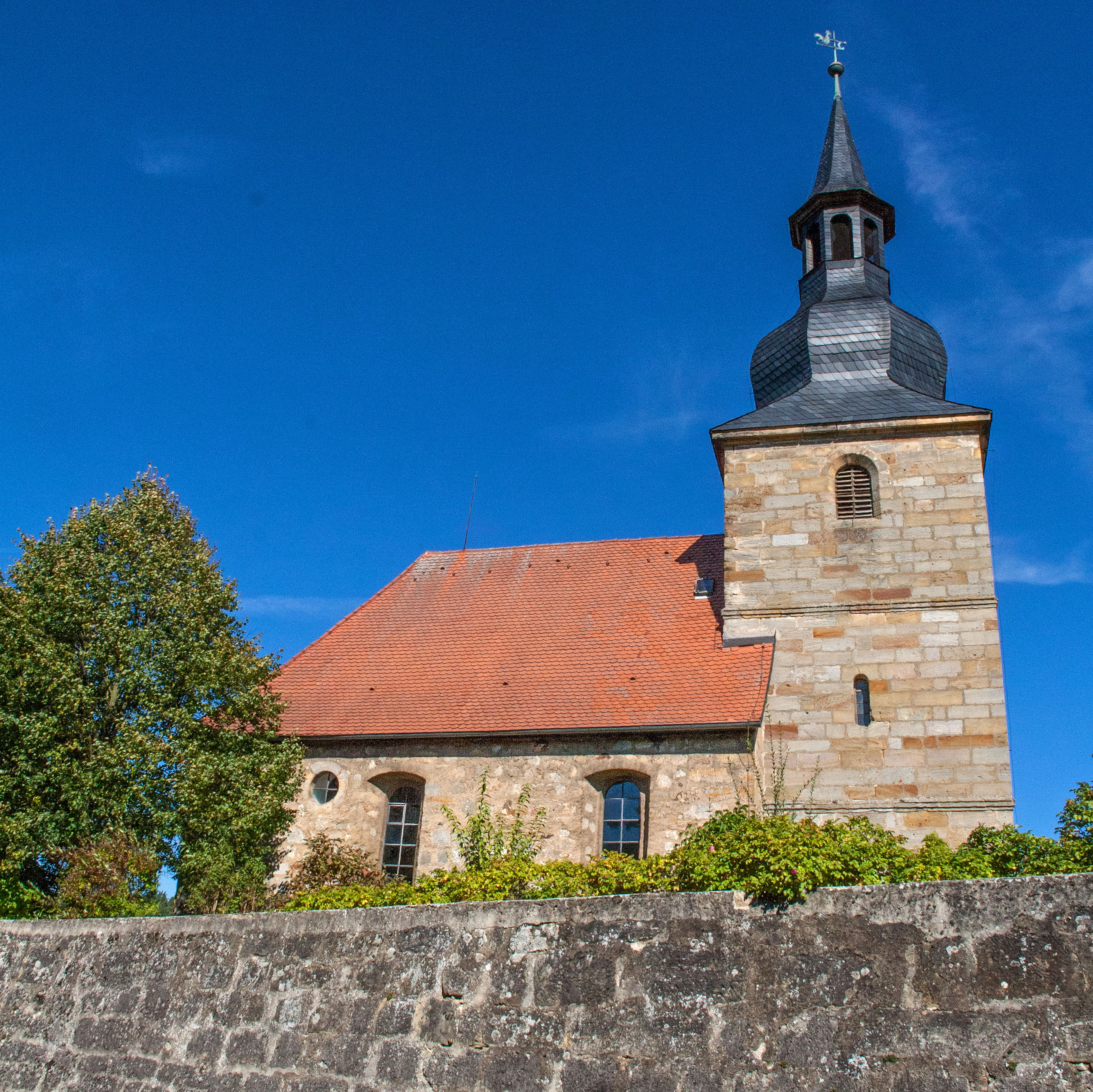
St. Jakobus (Bronn)

Die evangelische Pfarrkirche St. Jakobus ist ein denkmalgeschütztes Kirchengebäude im Gemeindeteil Bronn der Stadt Pegnitz im Landkreis Bayreuth (Oberfranken, Bayern). Das Bauwerk ist unter der Denkmalnummer D-4-72-175-45 als Baudenkmal in die Bayerische Denkmalliste eingetragen. Die Kirchengemeinde gehört zum Dekanat Pegnitz im Kirchenkreis Bayreuth der Evangelisch-Lutherischen Kirche in Bayern.

## Beschreibung
Die mittelalterliche Saalkirche wurde nach der Zerstörung im Dreißigjährigen Krieg 1650–53 wieder aufgebaut. Der Chorturm wurde 1727/30 aus Quadermauerwerk neu errichtet. Er ist durch Stockwerkgesimse in drei Geschosse gegliedert und mit einer Welschen Haube bedeckt. In der nördlichen Wand des Langhauses mit einem Walmdach befindet sich ein um 1230/40 gebautes Portal, dessen dreifach gestuftes Gewände im Bogen mit gezackten Archivolten weitergeführt ist.